# Sternostylus hendersoni
Sternostylus hendersoni is een tienpotigensoort uit de familie van de Sternostylidae. De wetenschappelijke naam van de soort werd voor het eerst geldig gepubliceerd in 1899 door Alcock & Anderson als Ptychogaster hendersoni.